# Hagenmühle (Willanzheim)
Hagenmühle ist ein Wohnplatz des Marktes Willanzheim im Landkreis Kitzingen (Unterfranken, Bayern). Sie liegt in der Gemarkung Willanzheim.

## Geografische Lage
Die Einöde liegt auf freier Flur am Breitbach. Nordöstlich der Hagenmühle stehen Eschen, Erlen und Pappeln, die als Naturdenkmale ausgezeichnet sind. Ein Anliegerweg führt einen Kilometer nördlich nach Willanzheim zur Staatsstraße 2419.

## Geschichte
Die Hagenmühle wurde bereits im 12. Jahrhundert genannt. Hagenmühle gehörte zur Realgemeinde Willanzheim und unterstand wie diese dem domkapitel’schen Halsgericht Willanzheim.
Mit dem Gemeindeedikt (frühes 19. Jahrhundert) wurde Hagenmühle dem Steuerdistrikt Willanzheim und der Ruralgemeinde Willanzheim zugewiesen.
Die Hagenmühle ist die letzte noch in Betrieb befindliche Mühle am Breitbach und seinen Zuflüssen. Heute wird in der Mühlenanlage außerdem ein Hofladen betrieben.

### Einwohnerentwicklung
| Jahr      | 001818 | 001836 | 001840 | 001861 | 001871 | 001885 | 001900 |
| Einwohner | 4      | 4      | 4      | 6      | 6      | 10     | 6      |
| Häuser    | 1      | 1      | 1      |        |        | 1      | 1      |
| Quelle    | [ 4 ]  | [ 7 ]  | [ 8 ]  | [ 9 ]  | [ 10 ] | [ 11 ] | [ 12 ] |

## Religion
Hagenmühle ist römisch-katholisch geprägt und bis heute nach St. Martin (Willanzheim) gepfarrt.